# Zerrenthin
Zerrenthin est une municipalité allemande du land de Mecklembourg-Poméranie-Occidentale et l'arrondissement de Poméranie-Occidentale-Greifswald.
Comme il le relate dans son livre Les Russkoffs, François Cavanna a séjourné brièvement à Zerrenthin durant l'année 1945.